# WEC 38
WEC 38: Varner vs. Cerrone foi um evento de MMA promovido pelo World Extreme Cagefighting, ocorrido em 25 de janeiro de 2009 na San Diego Sports Arena em San Diego, California. Foi ao ar na Versus Network. No evento principal, o Campeão dos Leves Jamie Varner defendeu seu título contra o desafiante Donald Cerrone.

## Background
No card teve uma revanche entre o campeão do WEC ex Pena Urijah Faber e Jens Pulver. Faber foi originalmente escalado para enfrentar José Aldo neste evento, mas Aldo foi substituído por Pulver. Aldo mudou-se para uma luta com o estreante Fredson Paixão no mesmo evento, porém Paixão mais tarde foi substituído pelo estreante Rolando Perez, devido a uma lesão. O confronto entre Faber e Aldo foi remarcado para o WEC 48, onde Aldo defendeu seu Cinturão dos Penas do WEC.

Ed Ratcliff era esperado para enfrentar o estreante Anthony Njokuani no evento, porém foi forçado a se retirar devido a lesão e foi substituído por Ben Henderson.

## Resultados

### Card Preliminar
- Luta de Peso Galo:  Charlie Valencia vs.  Seth Dikun

Valencia venceu por Decisão Unânime (30–27, 30–27 e 30–27)
- Luta de Peso Meio Médio:  Blas Avena vs.  Jesse Lennox

Lennox venceu por Nocaute (golpes) aos 0:41 do segundo round.
- Luta de Peso Galo:  Scott Jorgensen vs.  Frank Gomez

Jorgensen venceu por Finalização (guilhotina) aos 1:09 do primeiro round. A luta foi ao ar na transmissão.
- Luta de Peso Galo:  Dominick Cruz vs.  Ian McCall

Cruz venceu por Decisão Unânime (30–27, 30–27 e 30–27)
- Luta de Peso Meio Médio:  Hiromitsu Miura vs.  Edgar Garcia

Garcia venceu por Nocaute (socos) aos 1:18 do primeiro round.
- Luta de Peso Leve:  Ben Henderson vs.  Anthony Njokuani

Henderson venceu por Finalização (guilhotina) aos 0:42 do segundo round.

### Card Principal
- Luta de Peso Pena:  José Aldo vs.  Rolando Perez

Aldo venceu por Nocaute Técnico (golpes) aos 4:15 do primeiro round.
- Luta de Peso Meio Médio:  Danillo Villefort vs.  Mike Campbell

Villefort venceu por Nocaute Técnico (socos) aos 3:53 do primeiro round.
- Luta de Peso Pena:  Urijah Faber vs.  Jens Pulver

Faber venceu por Finalização (guilhotina) aos 1:34 do primeiro round.
- Luta pelo Cinturão Peso Leve do WEC:  Jamie Varner (c) vs.  Donald Cerrone

Varner venceu por Decisão Dividida Técnica (49–46, 47–48 e 49–46) para manter o Título dos Leves do WEC. Cerrone aplicou uma joelhada ilegal na cabeça de Varner, que estava no chão. Como Varner foi incapaz de continuar, a luta foi para a decisão.

## Bônus da Noite
Os lutadores receberam o bônus de $7,500.
- Luta da Noite (Fight of the Night):  Jamie Varner vs.  Donald Cerrone
- Nocaute da Noite (Knockout of the Night):  José Aldo
- Finalização da Noite (Submission of the Night):  Urijah Faber